# Portinatx

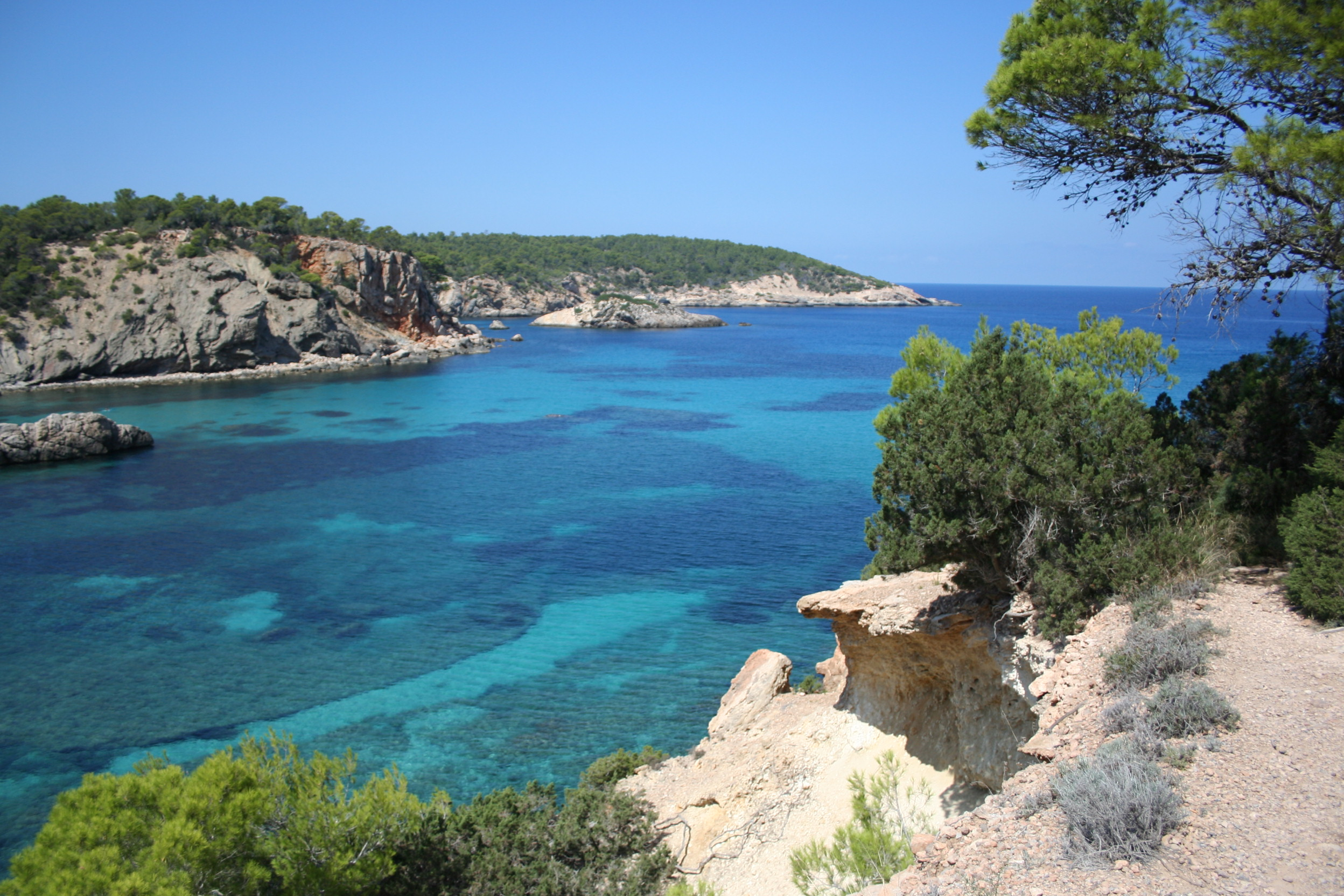
Cala Portinatx

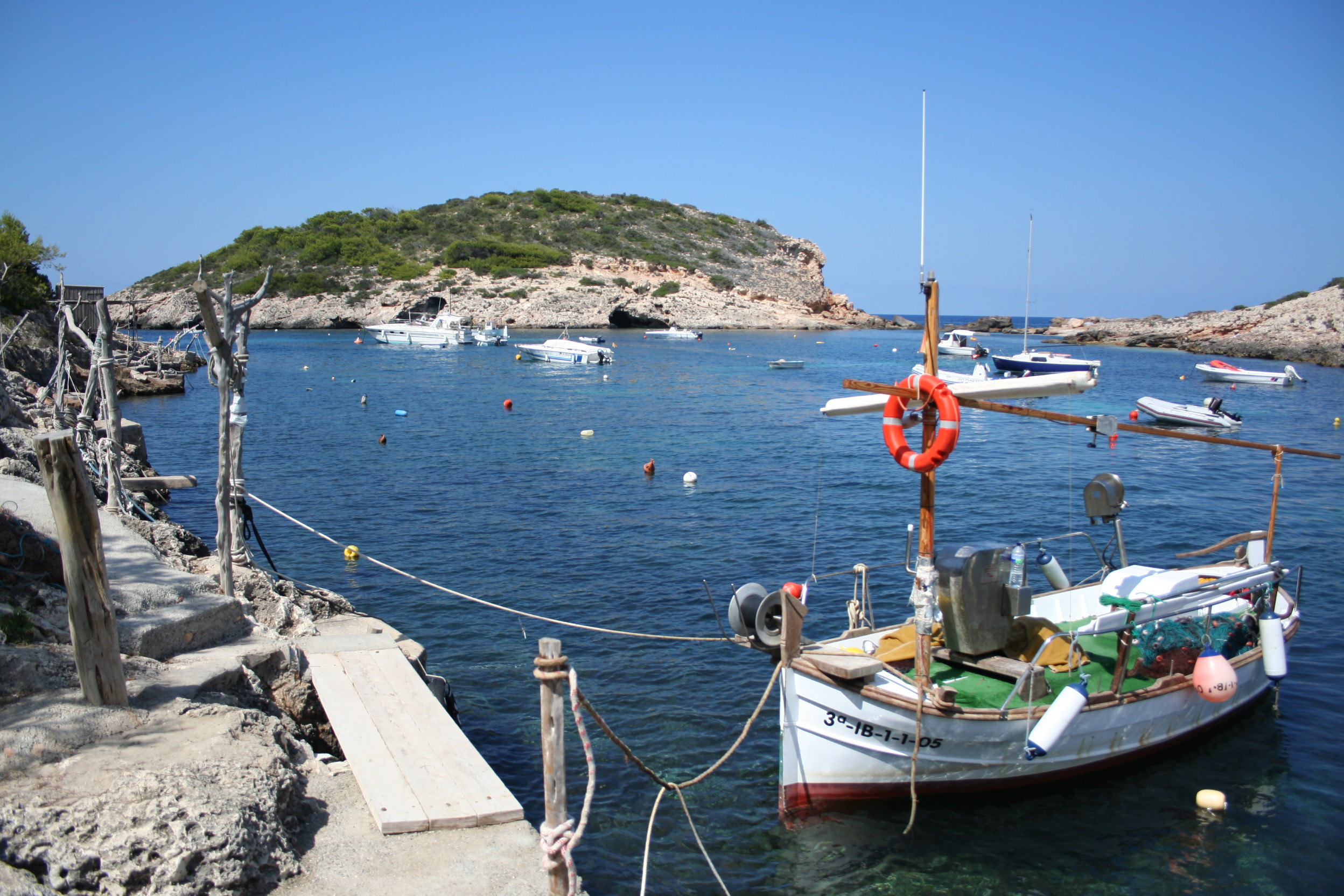
Es Port de Portinatx

Portinatx és una cala, un nucli urbà i una vénda del nord-oest de l'illa d'Eivissa que es troba sota el terme municipal de Sant Joan de Labritja. Els territoris propers formaven una antiga vénda i modernament s'hi ha construït una urbanització homònima que té 510 habitants. És un nucli turístic important dedicat al turisme familiar de descans centrat en la platja, allunyat del turisme de discoteca predominant a altres zones de l'illa. La cala està, doncs, molt urbanitzada i s'hi troben molts serveis: restaurants, supermercats, hotels, minigolf... L'afluència de banyistes és molt important.
Portinatx consta de tres cales: S'Arenal Gros, S'Arenal Petit i Es Port de Portinatx. S'Arenal Gros és la més gran de les tres, i està situada entre les altres dues i fa uns 150 metres de llargària. Al nord-est està situada la Cova Roja. S'Arenal Petit és a l'esquerra de S'Arenal Gros i fa uns 50 metres. S'hi pot arribar caminant des de S'Arenal Gros a través d'un pas de fusta de recent creació o directament des de l'entrada que porta a l'hotel que hi ha a la cala. Es Port és una mica més lluny, al final de la carretera i de la urbanització, i fa uns 30 metres.
Portinatx es troba prop de Sant Joan de Labritja, a una zona muntanyosa amb penya-segats propers. A prop hi ha una torre de defensa, la Torre de Portinatx, del segle xviii.